# Чикеево
Чикеево — деревня в Череповецком районе Вологодской области России.
Входит в состав Югского сельского поселения (с 1 января 2006 года по 8 апреля 2009 года входила в Мусорское сельское поселение), с точки зрения административно-территориального деления — в Телепшинский сельсовет.

## География
Расстояние до районного центра Череповца по автодороге — 88 км, до центра муниципального образования Нового Домозерова по прямой — 47 км. Ближайшие населённые пункты — Сельцо, Шишовка, Катаево.

## Население
| 2010 |
| ---- |
| 31   |

### Национальный и гендерный состав
По переписи 2002 года население — 41 человек (19 мужчин, 22 женщины). Всё население — русские.

## Инфраструктура
Личное подсобное хозяйство с зоной сельскохозяйственного использования, индивидуальная застройка усадебного типа.

## Транспорт
Просёлочные дороги.